# 乔泽庙戏台
35°41′00″N 111°43′02″E / 35.68333°N 111.71722°E
乔泽庙戏台位于中国山西省翼城县南梁镇武池村。
乔泽庙又称水神庙，始建于元泰定元年（1324年），现仅存元代戏台一座。戏台坐南朝北，建筑面积140平方米，台基高1.6米，平面呈方形，单檐歇山顶，是中国现存元代戏台中规模最大的一座。
1986年8月18日，乔泽庙舞台公布为山西省文物保护单位。2006年5月25日，乔泽庙戏台列为第六批全国重点文物保护单位。